# Possessió
|  | Per a altres significats, vegeu «Possessió (desambiguació)». |

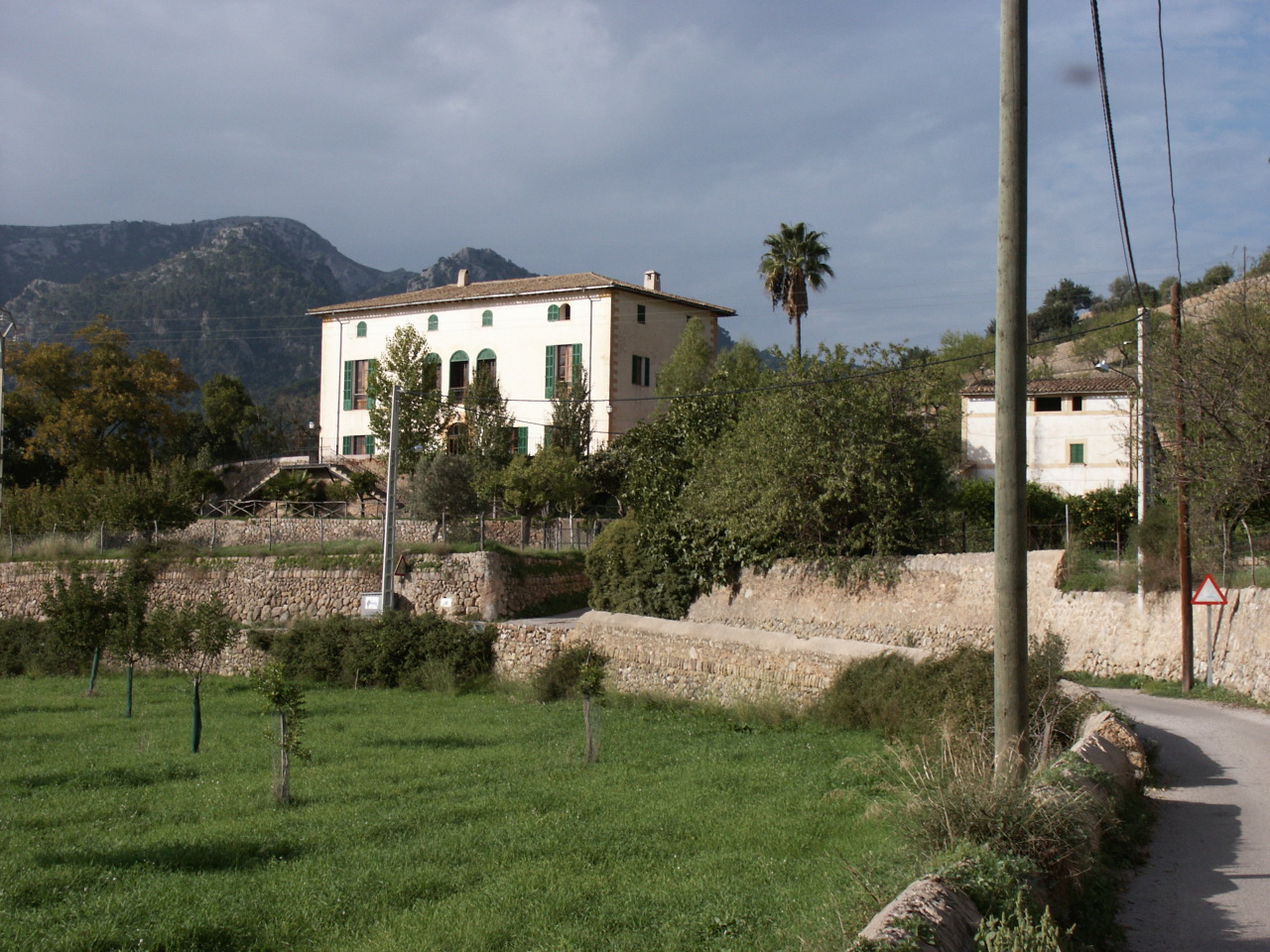
Barcelona

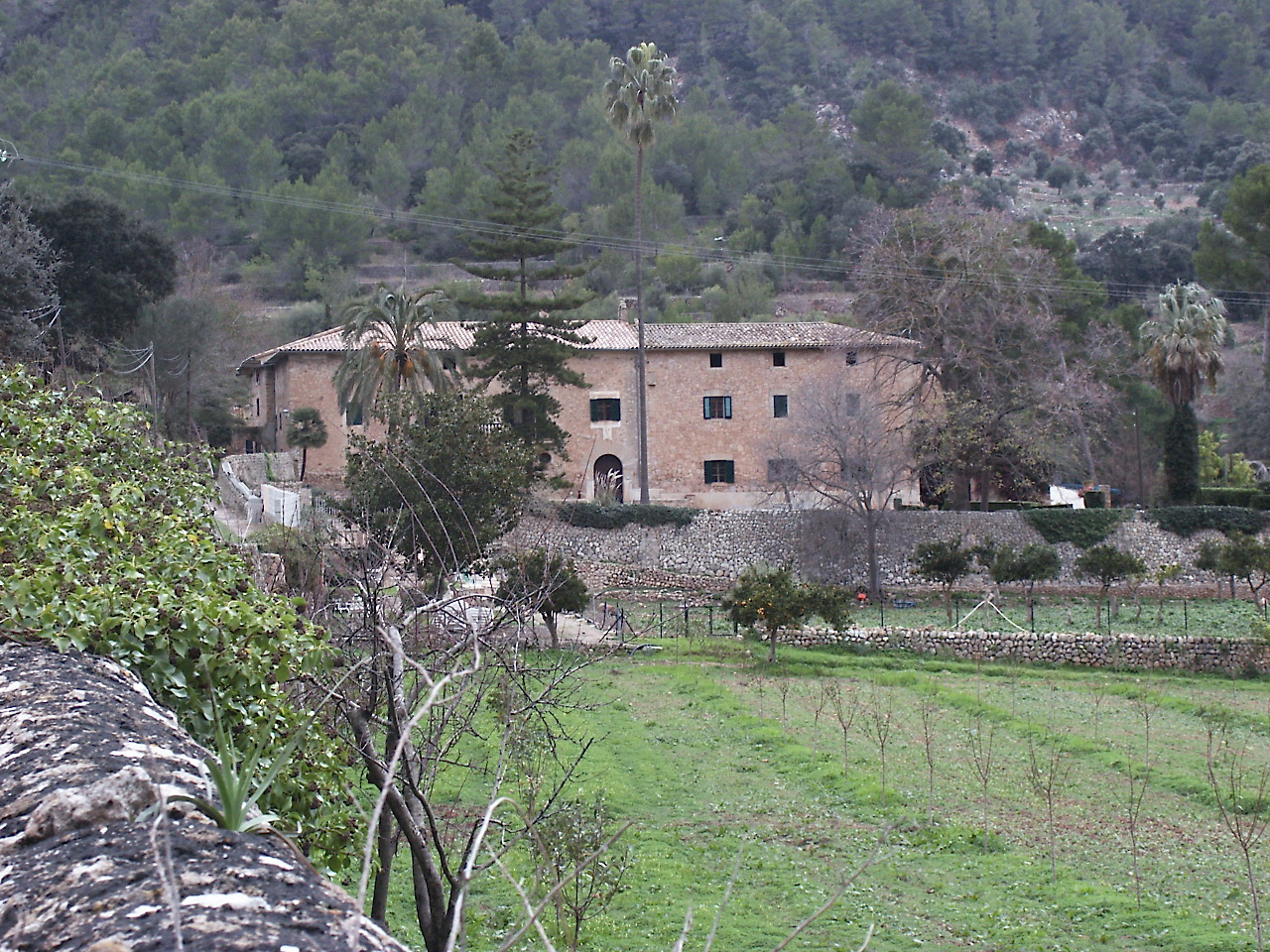
Son Brondo

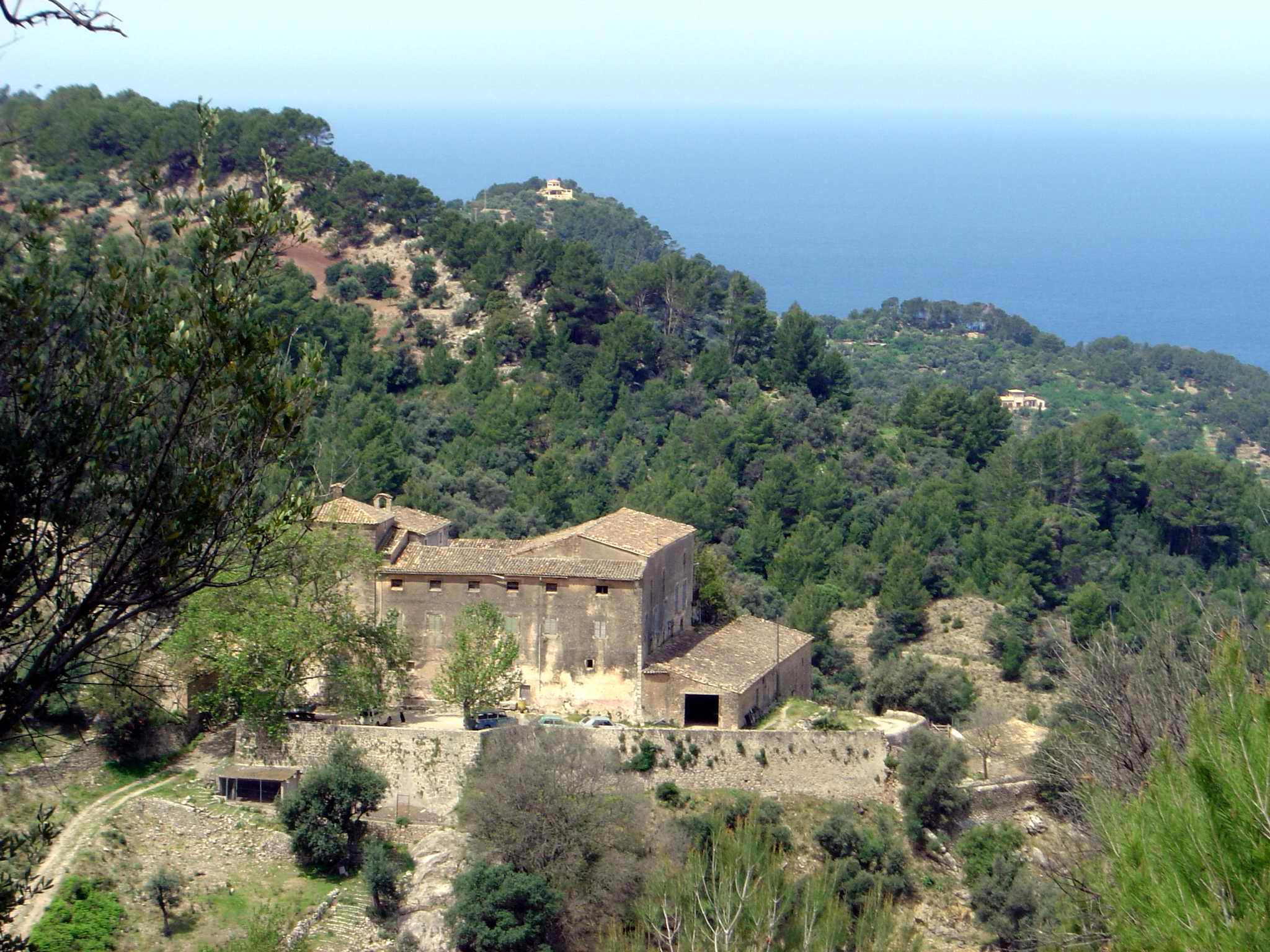
Son Fortuny

Les possessions són les grans finques rurals a Mallorca. Equival al mas o masia catalans i al lloc menorquí, i és la denominació que, des del segle xvi, s'imposà sobre els antics noms genèrics d'origen àrab, les alqueries i els rafals, o català, masos i honors. Sovint el nom de les antigues alqueries fou substituït pel nom del propietari precedit de la partícula 'son', provinent de 'açò d'en', denotatiu de propietat.
Els propietaris de les possessions eren denominats senyors, i, en el cas de les possessions grans i molt grans, majoritàriament formaven part de la noblesa terratinent. Històricament, els senyors s'apropiaven de la renda de la terra i controlaven el comerç del blat i de l'oli, els productes bàsics de la Mallorca tradicional.
Els propietaris arrendaven les possessions als amos, que eren, per tant, els arrendataris pagesos que explotaven les grans possessions. La seva posició era benestant i solien ésser uns fidels aliats de la noblesa o dels senyors ciutadans. La dona de l'amo era la madona, que tenia importants tasques organitzatives dins la possessió.
Els pagesos petits propietaris lluitaven per sobreviure amb algunes quarterades de terra de la seva propietat. Sovint perdien aquesta terra i s'havien d'integrar dins el grup dels jornalers. Però ja al segle xviii i xix es configura una pagesia propietària, molt activa, que acabarà essent el sector més dinàmic a partir de la dimensió exportadora i girada als mercats europeus de l'agricultura mallorquina.
Els mitgers, missatges i jornalers eren els pagesos no propietaris. Els jornalers treballaven a temporades a les possessions i depenien d'un jornal exigu i insegur. Els missatges eren els jornalers estables de la possessió. La possessió era la peça clau de l'economia de la Part Forana tradicional. Era una autèntica unitat de producció amb una gran tendència a l'autoabastament. El centre de funcionament i hàbitat de les possessions eren les cases, denominades en plural perquè comptaven amb diversos edificis o blocs estructurals, sovint al voltant d'una clastra o pati, que acollien la casa dels senyors i la casa dels amos, a més de diferents estances productives com la tafona, el celler, el molí fariner de sang, etc., a més d'estances ramaderes com sestadors, estables i boals. També podia comptar amb capella.
Les cases de les possessions s'han anat adaptant al pas dels segles. Diverses motivacions, com les necessitats defensives, o com la voluntat dels senyors de gaudir d'un palau rural, ens han fet arribar models constructius diferents. A Mallorca hi ha cases de possessions que presenten un caire completament fortificat, com Canyamel (Capdepera); altres compten amb torre de defensa, com Son Marroig (Deià) o Son Fortesa (Manacor). Altres constitueixen autèntics palaus barrocs, com Alfàbia (Bunyola) i la Granja (Esporles), o neoclàssics, com Raixa (Bunyola). Els estils arquitectònics de la segona meitat del segle xix o de principi del segle xx també han marcat profundament altres possessions com sa Torre de Llucmajor (amb una impressionant capella neogòtica) o s'Alqueria Blanca Vella (Bunyola), amb elements modernistes. Altres són casals de muntanya, més austers, però de gran volum, com Son Moragues (Valldemossa), o més senzills, com Mossa (Escorca) i, fins i tot hi pot haver adaptacions singulars com la possessió de muntanya denominada es Cosconar (Escorca), de tècnica troglodita.